# Cliona carteri
Cliona carteri är en svampdjursart som först beskrevs av Ridley 1881.  Cliona carteri ingår i släktet Cliona och familjen borrsvampar. Inga underarter finns listade i Catalogue of Life.